# Nieuwe Nieuwstraat

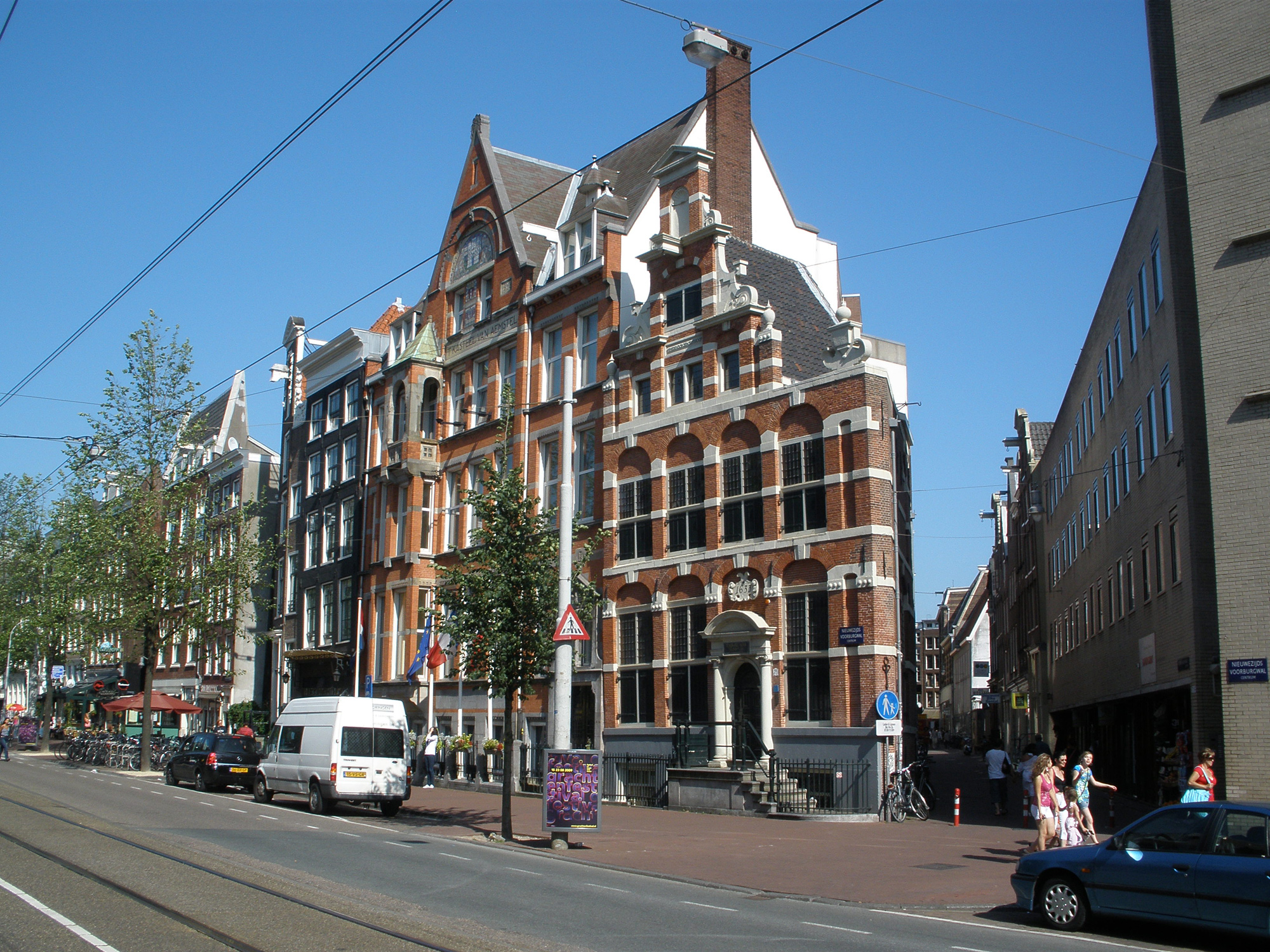
Hoek Nieuwezijds Voorburgwal. Midden foto het Makelaers Comptoir. Rechts kijken we de Nieuwe Nieuwstraat in.

De Nieuwe Nieuwstraat is een eeuwenoude nauwe straat in het centrum van Amsterdam. De straat is al te zien op de kaart van Balthasar Florisz. van Berckenrode uit 1599. De straat maakt deel uit van een voetgangersgebied rond de Nieuwendijk. 

## Geschiedenis en ligging
De straat is aangelegd op de terreinen van een klooster. In de middeleeuwse stad stond hier het Sint Geertruidenklooster, gesticht voor 1432, maar opgeheven in 1585. Na de Alteratie in 1578 werd het terrein van het klooster gerooid voor de aanleg van de straat. Aanvankelijk had het ook de naam Nieuwe Heerenstraat. De Sint Geertruidensteeg (S Geertruyen Steechjen), die aan de zuidkant uitkomt, herinnert nog aan de vroegere bebouwing. De Suikerbakkerssteeg aan de noordzijde verwijst eveneens naar het toenmalige gebruik van die gronden.
Vanwege de sloop van het klooster werd een nieuwe straat (Nieuw Straet) benoemd en in plaats dat die naam in de loop der eeuwen aangepast werd, werd die hier gehandhaafd. De Nieuw Straet liep van de Nieuwendijk en liep naar de gracht Nieuwezijds Voorburgwal; er lag ter plaatse geen brug over die laatste.
Die naam schiep een probleem, want Amsterdam had al een Nieuw Straet en ook dat was de handhaving van de aanduiding van een nieuwe straat. Deze nieuwe straat was aangelegd tijdens een uitbreiding van de stad waarbij de Korsjespoort werd gebouwd. Die straat was een dwarsstraat van de Korsjespoortsteeg. Om onderscheid te maken tussen beide straten werden in de volksmond de voorvoegsels "Oude" en "Nieuwe" gebruikt, die later zo werden overgenomen in de stratenboeken. Het is dan ook topografisch opmerkelijk dat de Oude Nieuwstraat verder van het Damrak afligt dan de Nieuwe Nieuwstraat, terwijl Amsterdam toen altijd nieuwbouw pleegde vanuit het centrum (Dam, Damrak). In tegenstelling tot elders in de stad is de Nieuwe Nieuwstraat ook geen verlenging van de Oude Nieuwstraat (zoals bijvoorbeeld bij Oude Hoogstraat en Nieuwe Hoogstraat).
De straat met de breedte van een steeg (zes meter) is niet geschikt voor het plaatsen van kunst in de openbare ruimte. Ze is vanwege datzelfde uiterlijk ongeschikt voor openbaar vervoer.

## Bebouwing
De bebouwing is van alle tijden. Een deel van de bebouwing is nog 17e-eeuws; een flink aantal gebouwen is dan ook rijksmonument, zoals bijvoorbeeld Nieuwe Nieuwstraat 22, Amsterdam. Er zijn echter grote architectonische tegenstellingen te vinden. Zo staat op de noordhoek met de Nieuwezijds Voorburgwal bijvoorbeeld het Makelaers Comptoir uit 1633, terwijl op de zuidhoek een gebouw uit 1991 staat. Aan de zijde van de Nieuwendijk is er hetzelfde, maar met minder tegengesteld beeld. De noordhoek is nieuwbouw uit 1997, de zuidhoek een gebouw uit circa 1885. Een opvallend deel aan de oneven zijde is de achtergevel van een gebouw dat aan de Nieuwendijk de HEMA herbergt. 

### Gebruik
In de jaren 50 van de twintigste eeuw overheersten de vele eetgelegenheden met hun lichtreclames het straatbeeld. Aan het eind van de 20e eeuw was de straat hét platenstraatje van Amsterdam. Verzamelaars kwamen speciaal van buiten de stad naar de platenzaken Rhythm Import, Soul Food, Dance Tracks en Killa Cutz, die als laatste nog standhoudt. Soul Food en Dance Tracks waren zeer specialistisch en gingen al eerder failliet. Rhythm Import moest zijn deuren sluiten in 2006.

### Bioscoop
Rond 1922 opende bioscoop Cinema Royal zijn deuren op de Nieuwendijk met een kleine ingang aan Nieuwe Nieuwstraat 10. De bioscoop werd in 1978 getroffen door een brand; het gehele complex werd midden jaren negentig gesloopt om plaats te maken voor de eerder genoemde nieuwbouw.

## Afbeeldingen

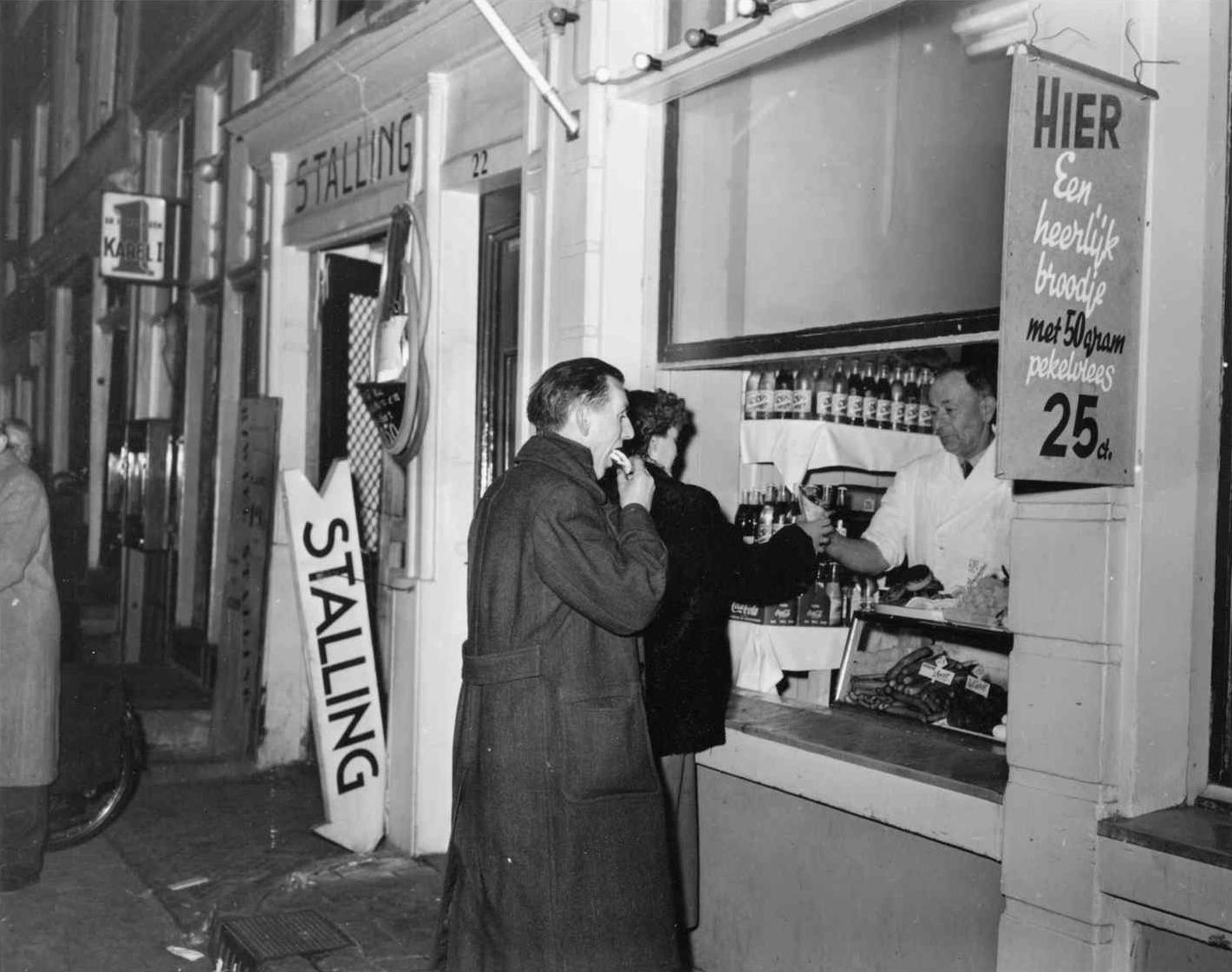
Eethuisjes in de Nieuwe Nieuwstraat bij nummer 22; er is nog een stoeprand (1955)
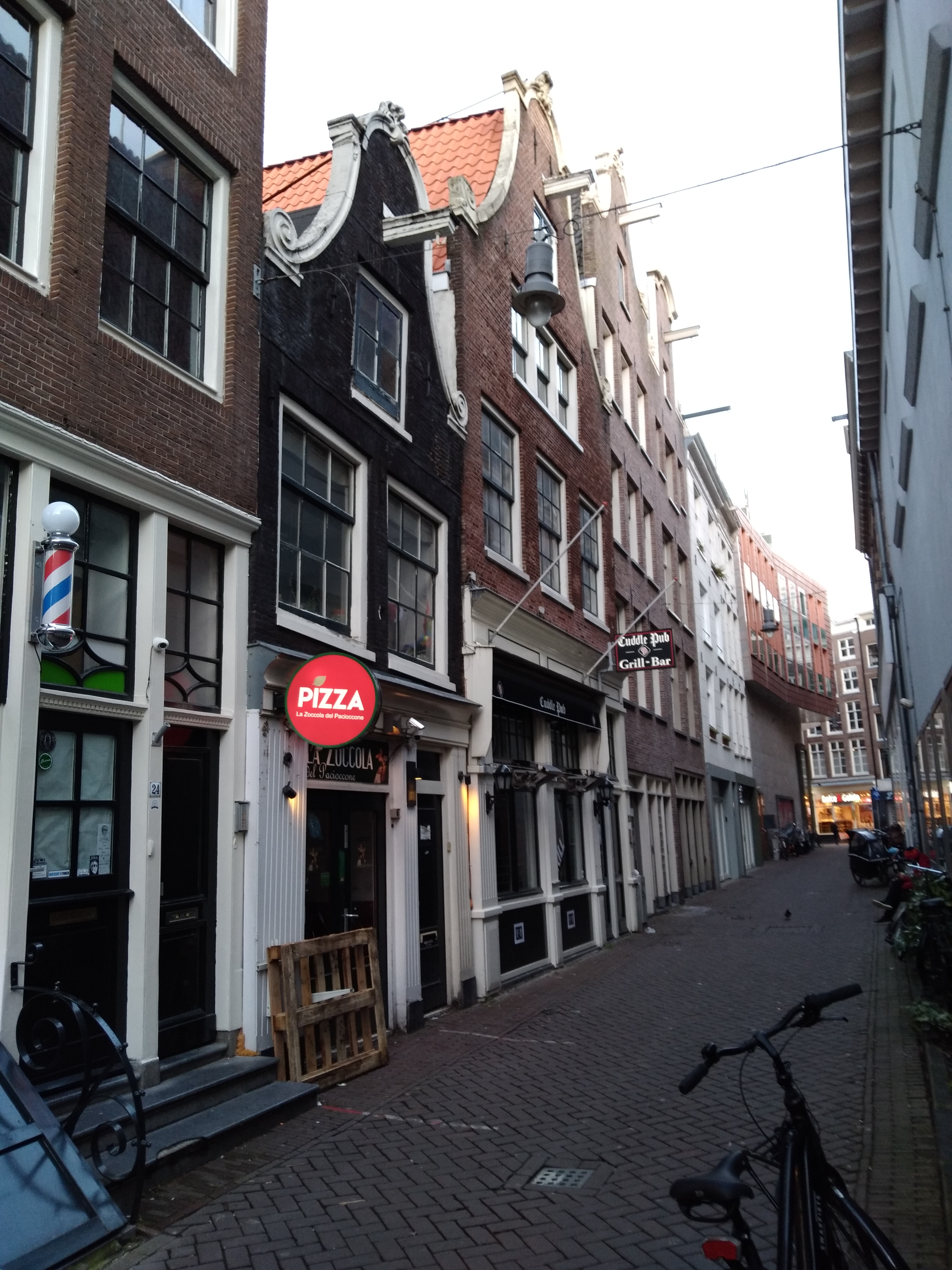
Nummer 22 (zwarte gebouwtje) (januari 2021)
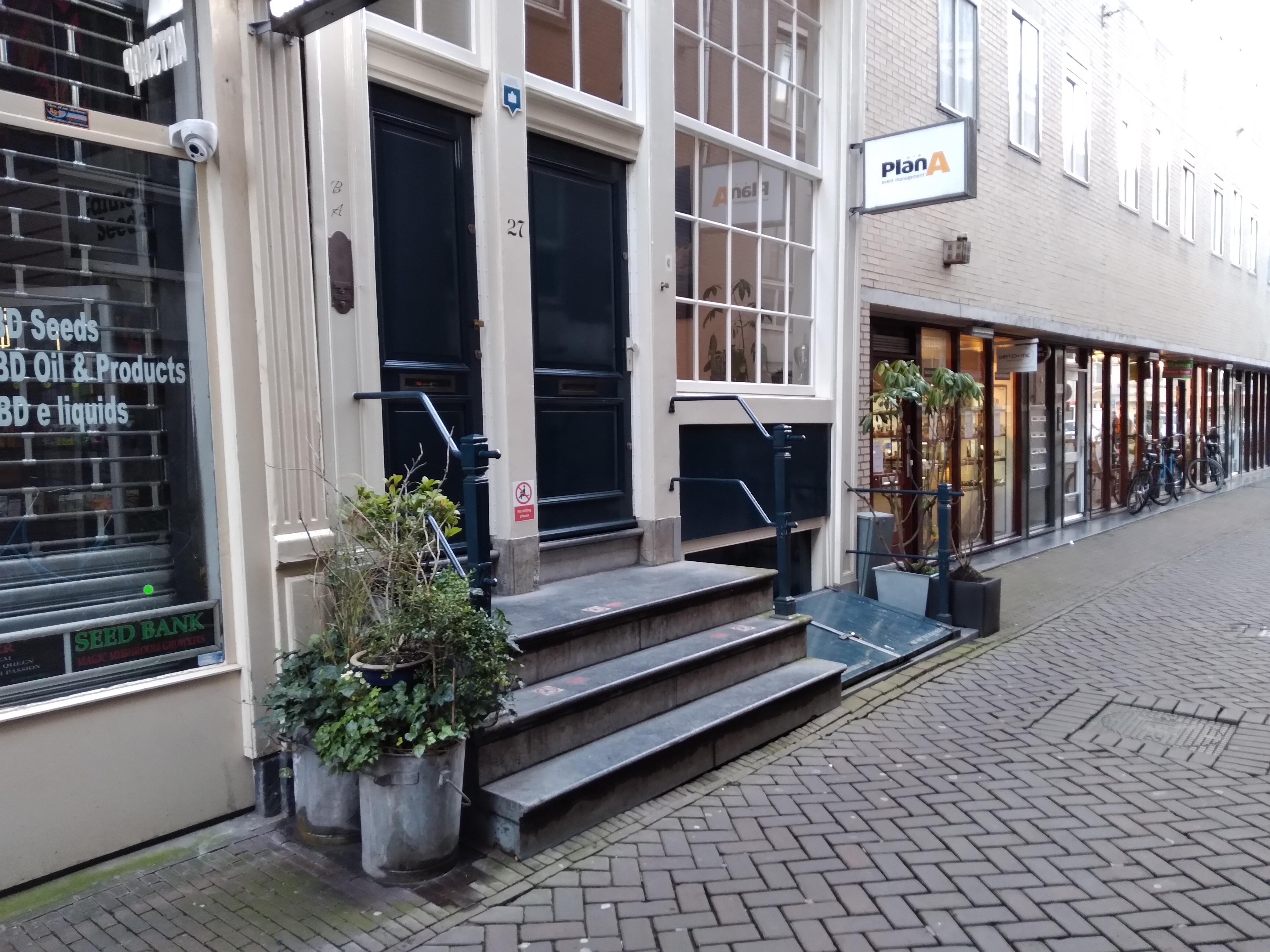
Nieuwe Nieuwstraat 27 (januari 2021)
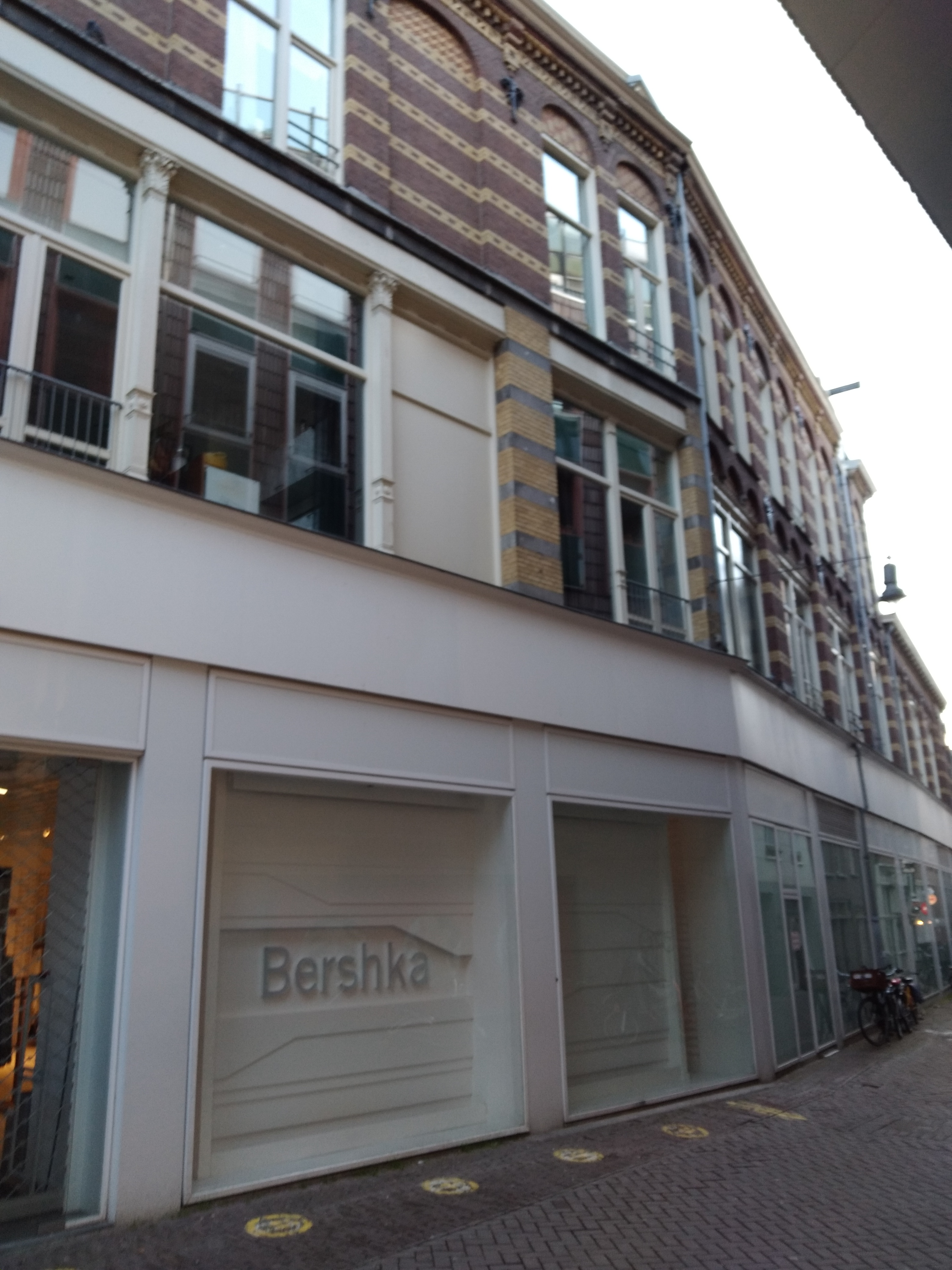
Nieuwe Nieuwstraat, hoek Nieuwendijk (januari 2021)